# European Champions League 2004-2005 (pallavolo maschile)
La European Champions League 2004-2005 si è svolta dal 3 novembre 2004 al 27 marzo 2005: al torneo hanno partecipato venti squadre di club europee e la vittoria finale è andata per la prima volta al Tours.

## Regolamento

### Formula
Le squadre hanno disputato una prima fase a gironi con formula del girone all'italiana con gare di andata e ritorno; al termine della prima fase le prime tre classificate di ogni girone (se tra queste è presente la squadra organizzatrice della Final Four si è qualificata la migliore quarta classificata) hanno disputato play-off a 12, play-off a 6, entrambi giocati con gare di andata e ritorno, semifinali (a cui si è aggiunta la squadra organizzatrice della Final Four), finale per il terzo posto e finale.

### Criteri di classifica
Sono stati assegnati 2 punti alla squadra vincente e 1 a quella sconfitta.
L'ordine del posizionamento in classifica è stato definito in base a:
- Punti;
- Ratio dei set vinti/persi;
- Ratio dei punti realizzati/subiti.

## Squadre partecipanti
| - Almería - Panathīnaïkos - Lokomotiv-Belogor'e - Charlottenburg - Lokomotyv Charkiv - Friedrichshafen - Tirol - Jastrzębski Węgiel - Maaseik - Dinamo Mosca | - Vojvodina - Paris - Piacenza - Roeselare - Īraklīs Salonicco - Levski Sofia - Płomień Sosnowiec - Tours - Treviso - Vienna hotVolleys |

## Torneo

### Fase a gironi
| Girone A            | Girone B           | Girone C       | Girone D          |
| ------------------- | ------------------ | -------------- | ----------------- |
| Lokomotiv-Belogor'e | Panathīnaïkos      | Almería        | Lokomotyv Charkiv |
| Friedrichshafen     | Jastrzębski Węgiel | Charlottenburg | Dinamo Mosca      |
| Maaseik             | Vojvodina          | Tirol          | Paris             |
| Īraklīs Salonicco   | Levski Sofia       | Tours          | Piacenza          |
| Płomień Sosnowiec   | Vienna hotVolleys  | Treviso        | Roeselare         |

#### Girone A

##### Risultati
| 4 novembre 2004 Hala Centrum, Dąbrowa Górnicza Durata: ? - Spettatori: 1 250    | Płomień Sosnowiec   | 0 - 3 | Maaseik             | 19-25, 16-25, 17-25               |
| 3 novembre 2004 Sports Center Evosmos, Salonicco Durata: ? - Spettatori: 1 900  | Īraklīs Salonicco   | 3 - 0 | Friedrichshafen     | 25-22, 25-21, 25-21               |
| 10 novembre 2004 Expodroom, Bree Durata: ? - Spettatori: 3 000                  | Maaseik             | 1 - 3 | Īraklīs Salonicco   | 25-22, 27-29, 19-25, 22-25        |
| 11 novembre 2004 Sport Palace Cosmos, Belgorod Durata: ? - Spettatori: ?        | Lokomotiv-Belogor'e | 3 - 2 | Płomień Sosnowiec   | 20-25, 25-21, 25-21, 22-25, 15-9  |
| 17 novembre 2004 Sports Center Evosmos, Salonicco Durata: ? - Spettatori: 2 600 | Īraklīs Salonicco   | 3 - 1 | Lokomotiv-Belogor'e | 25-19, 25-21, 24-26, 27-25        |
| 16 novembre 2004 Sport Arena, Friedrichshafen Durata: ? - Spettatori: 2 980     | Friedrichshafen     | 3 - 1 | Maaseik             | 25-19, 26-28, 37-35, 25-22        |
| 23 novembre 2004 Sport Palace Cosmos, Belgorod Durata: ? - Spettatori: 4 800    | Lokomotiv-Belogor'e | 3 - 0 | Friedrichshafen     | 25-19, 25-20, 25-18               |
| 25 novembre 2004 Hala Centrum, Dąbrowa Górnicza Durata: ? - Spettatori: 1 000   | Płomień Sosnowiec   | 0 - 3 | Īraklīs Salonicco   | 19-25, 18-25, 13-25               |
| 30 novembre 2004 Sport Arena, Friedrichshafen Durata: ? - Spettatori: 2 200     | Friedrichshafen     | 3 - 1 | Płomień Sosnowiec   | 28-30, 25-16, 25-19, 25-21        |
| 1º dicembre 2004 Expodroom, Bree Durata: ? - Spettatori: 3 500                  | Maaseik             | 0 - 3 | Lokomotiv-Belogor'e | 27-29, 20-25, 21-25               |
| 9 dicembre 2004 Hala Centrum, Dąbrowa Górnicza Durata: ? - Spettatori: ?        | Płomień Sosnowiec   | 0 - 3 | Friedrichshafen     | 23-25, 15-25, 23-25               |
| 9 dicembre 2004 Sport Palace Cosmos, Belgorod Durata: ? - Spettatori: 5 200     | Lokomotiv-Belogor'e | 2 - 3 | Maaseik             | 19-25, 25-20, 30-28, 22-25, 14-16 |
| 14 dicembre 2004 Sport Arena, Friedrichshafen Durata: ? - Spettatori: 3 200     | Friedrichshafen     | 3 - 1 | Lokomotiv-Belogor'e | 23-25, 25-20, 25-9, 25-19         |
| 15 dicembre 2004 Sports Center Evosmos, Salonicco Durata: ? - Spettatori: 900   | Īraklīs Salonicco   | 3 - 1 | Płomień Sosnowiec   | 25-20, 26-24, 21-25, 25-15        |
| 5 gennaio 2005 Sport Palace Cosmos, Belgorod Durata: ? - Spettatori: 5 000      | Lokomotiv-Belogor'e | 3 - 1 | Īraklīs Salonicco   | 21-25 25-21, 25-21, 25-18         |
| 5 gennaio 2005 Expodroom, Bree Durata: ? - Spettatori: 3 250                    | Maaseik             | 3 - 1 | Friedrichshafen     | 25-17, 17-25, 25-21, 25-20        |
| 12 gennaio 2005 Sports Center Evosmos, Salonicco Durata: ? - Spettatori: 2 200  | Īraklīs Salonicco   | 3 - 0 | Maaseik             | 25-17, 25-16, 25-21               |
| 13 gennaio 2005 Hala Centrum, Dąbrowa Górnicza Durata: ? - Spettatori: 3 000    | Płomień Sosnowiec   | 0 - 3 | Lokomotiv-Belogor'e | 18-25, 30-32, 20-25               |
| 19 gennaio 2005 Expodroom, Bree Durata: ? - Spettatori: 3 000                   | Maaseik             | 3 - 0 | Płomień Sosnowiec   | 25-22, 25-19, 25-15               |
| 19 gennaio 2005 Sport Arena, Friedrichshafen Durata: ? - Spettatori: 4 200      | Friedrichshafen     | 1 - 3 | Īraklīs Salonicco   | 17-25, 25-27, 33-31, 18-25        |

##### Classifica
| Pos | Squadra             | Pt | G | V | P | SV | SP | Ratio | PF  | PS  | Ratio |
| --- | ------------------- | -- | - | - | - | -- | -- | ----- | --- | --- | ----- |
| 1   | Īraklīs Salonicco   | 15 | 8 | 7 | 1 | 22 | 7  | 3.142 | 717 | 625 | 1.147 |
| 2   | Lokomotiv-Belogor'e | 13 | 8 | 5 | 3 | 19 | 12 | 1.583 | 713 | 692 | 1.030 |
| 3   | Friedrichshafen     | 12 | 8 | 4 | 4 | 14 | 15 | 0.933 | 686 | 674 | 1.017 |
| 4   | Maaseik             | 12 | 8 | 4 | 4 | 14 | 15 | 0.933 | 675 | 669 | 1.009 |
| 5   | Płomień Sosnowiec   | 8  | 8 | 0 | 8 | 4  | 24 | 0.166 | 558 | 689 | 0.809 |

#### Girone B

##### Risultati
| 3 novembre 2004 Budocenter, Vienna Durata: ? - Spettatori: 1 500             | Vienna hotVolleys  | 3 - 1 | Jastrzębski Węgiel | 25-19, 25-19, 20-25, 25-20        |
| 3 novembre 2004 SPC Vojvodina, Novi Sad Durata: ? - Spettatori: 2 000        | Vojvodina          | 2 - 3 | Levski Sofia       | 22-25, 23-25, 25-19, 25-22, 13-15 |
| 9 novembre 2004 Hala Centrum, Dąbrowa Górnicza Durata: ? - Spettatori: 1 000 | Jastrzębski Węgiel | 0 - 3 | Vojvodina          | 24-26, 36-38, 16-25               |
| 10 novembre 2004 Center Makis Lioygas, Glifada Durata: ? - Spettatori: 450   | Panathīnaïkos      | 2 - 3 | Vienna hotVolleys  | 25-21, 25-18, 23-25, 20-25, 18-20 |
| 17 novembre 2004 SPC Vojvodina, Novi Sad Durata: ? - Spettatori: 1 950       | Vojvodina          | 1 - 3 | Panathīnaïkos      | 25-18, 19-25, 17-25, 18-25        |
| 16 novembre 2004 Hristo Botev Hall, Sofia Durata: ? - Spettatori: 1 600      | Levski Sofia       | 0 - 3 | Jastrzębski Węgiel | 23-25, 11-25, 20-25               |
| 23 novembre 2004 Center Makis Lioygas, Glifada Durata: ? - Spettatori: 520   | Panathīnaïkos      | 3 - 0 | Levski Sofia       | 25-23, 25-15, 25-15               |
| 24 novembre 2004 Budocenter, Vienna Durata: ? - Spettatori: 1 600            | Vienna hotVolleys  | 3 - 2 | Vojvodina          | 21-25, 28-26, 21-25, 25-23, 20-18 |
| 1º dicembre Hristo Botev Hall, Sofia Durata: ? - Spettatori: 1 350           | Levski Sofia       | 3 - 0 | Vienna hotVolleys  | 25-19, 25-22, 25-20               |
| 30 novembre Hala Centrum, Dąbrowa Górnicza Durata: ? - Spettatori: ?         | Jastrzębski Węgiel | 3 - 1 | Panathīnaïkos      | 23-25, 25-21, 25-20, 25-17        |
| 7 dicembre 2004 Budocenter, Vienna Durata: ? - Spettatori: 2 000             | Vienna hotVolleys  | 3 - 1 | Levski Sofia       | 25-15, 25-21, 14-25, 25-19        |
| 8 dicembre 2004 Center Makis Lioygas, Glifada Durata: ? - Spettatori: 500    | Panathīnaïkos      | 3 - 1 | Jastrzębski Węgiel | 25-20, 25-23, 29-31, 25-19        |
| 15 dicembre 2004 Hristo Botev Hall, Sofia Durata: ? - Spettatori: 1 600      | Levski Sofia       | 2 - 3 | Panathīnaïkos      | 24-26, 25-21, 25-21, 31-33, 15-17 |
| 15 dicembre 2004 SPC Vojvodina, Novi Sad Durata: ? - Spettatori: 2 000       | Vojvodina          | 2 - 3 | Vienna hotVolleys  | 25-21, 22-25, 25-22, 25-27, 13-15 |
| 5 gennaio 2005 Center Makis Lioygas, Glifada Durata: ? - Spettatori: 400     | Panathīnaïkos      | 3 - 1 | Vojvodina          | 25-22, 27-25, 15-25, 28-26        |
| 5 gennaio 2005 Hala Centrum, Dąbrowa Górnicza Durata: ? - Spettatori: 2 500  | Jastrzębski Węgiel | 3 - 0 | Levski Sofia       | 25-22, 25-16, 25-19               |
| 12 gennaio 2005 SPC Vojvodina, Novi Sad Durata: ? - Spettatori: 2 000        | Vojvodina          | 1 - 3 | Jastrzębski Węgiel | 22-25, 25-20, 13-25, 21-25        |
| 12 gennaio 2005 Budocenter, Vienna Durata: ? - Spettatori: 1 800             | Vienna hotVolleys  | 2 - 3 | Panathīnaïkos      | 17-25, 21-25, 29-27, 25-19, 13-15 |
| 19 gennaio 2005 Hala Centrum, Dąbrowa Górnicza Durata: ? - Spettatori: 4 300 | Jastrzębski Węgiel | 3 - 0 | Vienna hotVolleys  | 25-15, 25-19, 25-22               |
| 19 gennaio 2005 Hristo Botev Hall, Sofia Durata: ? - Spettatori: 1 000       | Levski Sofia       | 3 - 0 | Vojvodina          | 25-18, 25-21, 25-22               |

##### Classifica
| Pos | Squadra            | Pt | G | V | P | SV | SP | Ratio | PF  | PS  | Ratio |
| --- | ------------------ | -- | - | - | - | -- | -- | ----- | --- | --- | ----- |
| 1   | Panathīnaïkos      | 14 | 8 | 6 | 2 | 21 | 13 | 1.615 | 790 | 755 | 1.046 |
| 2   | Jastrzębski Węgiel | 13 | 8 | 5 | 3 | 17 | 11 | 1.545 | 670 | 619 | 1.082 |
| 3   | Vienna hotVolleys  | 13 | 8 | 5 | 3 | 17 | 17 | 1.000 | 740 | 762 | 0.971 |
| 4   | Levski Sofia       | 11 | 8 | 3 | 5 | 12 | 17 | 0.705 | 620 | 662 | 0.936 |
| 5   | Vojvodina          | 9  | 8 | 1 | 7 | 12 | 21 | 0.571 | 743 | 765 | 0.971 |

#### Girone C

##### Risultati
| 4 novembre 2004 Salle Robert-Grenon, Tours Durata: ? - Spettatori: 2 000                  | Tours          | 3 - 0 | Tirol          | 25-23, 25-22, 25-15               |
| 4 novembre 2004 Pabellón Municipal Rafael Florido, Almería Durata: ? - Spettatori: 1 700  | Almería        | 1 - 3 | Treviso        | 23-25, 18-25, 25-18, 18-25        |
| 10 novembre 2004 Universitätssporthalle, Innsbruck Durata: ? - Spettatori: 1 200          | Tirol          | 0 - 3 | Almería        | 20-25, 21-25, 22-25               |
| 10 novembre 2004 Sporthalle Charlottenburg, Berlino Durata: ? - Spettatori: 1 800         | Charlottenburg | 2 - 3 | Tours          | 25-19, 25-23, 15-25, 18-25, 11-15 |
| 18 novembre 2004 Pabellón Municipal Rafael Florido, Almería Durata: ? - Spettatori: 1 600 | Almería        | 3 - 0 | Charlottenburg | 26-24, 25-22, 25-22               |
| 16 novembre 2004 Palazzo del Turismo, Jesolo Durata: ? - Spettatori: 620                  | Treviso        | 3 - 0 | Tirol          | 25-20, 25-18, 25-21               |
| 24 novembre 2004 Sporthalle Charlottenburg, Berlino Durata: ? - Spettatori: 2 300         | Charlottenburg | 3 - 2 | Treviso        | 22-25, 17-25, 25-22, 25-20, 15-12 |
| 25 novembre 2004 Salle Robert-Grenon, Tours Durata: ? - Spettatori: 2 815                 | Tours          | 3 - 0 | Almería        | 26-24, 25-19, 25-19               |
| 30 novembre 2004 Palazzo del Turismo, Jesolo Durata: ? - Spettatori: 910                  | Treviso        | 3 - 1 | Tours          | 25-20, 23-25, 25-21, 25-19        |
| 1º dicembre 2004 Universitätssporthalle, Innsbruck Durata: ? - Spettatori: 1 000          | Tirol          | 2 - 3 | Charlottenburg | 25-21, 25-19, 16-25, 21-25, 13-15 |
| 8 dicembre 2004 Salle Robert-Grenon, Tours Durata: ? - Spettatori: 3 100                  | Tours          | 3 - 0 | Treviso        | 25-20, 25-23, 26-24               |
| 8 dicembre 2004 Sporthalle Charlottenburg, Berlino Durata: ? - Spettatori: 1 900          | Charlottenburg | 3 - 2 | Tirol          | 25-20, 21-25, 25-23, 17-25, 15-12 |
| 14 dicembre 2004 Palazzo del Turismo, Jesolo Durata: ? - Spettatori: 860                  | Treviso        | 3 - 0 | Charlottenburg | 25-20, 25-23, 25-17               |
| 16 dicembre 2004 Pabellón Municipal Rafael Florido, Almería Durata: ? - Spettatori: 1 800 | Almería        | 1 - 3 | Tours          | 25-23, 23-25, 22-25, 23-25        |
| 5 gennaio 2005 Sporthalle Charlottenburg, Berlino Durata: ? - Spettatori: 2 300           | Charlottenburg | 3 - 1 | Almería        | 25-21, 24-26, 25-20, 30-28        |
| 5 gennaio 2005 Universitätssporthalle, Innsbruck Durata: ? - Spettatori: 1 800            | Tirol          | 1 - 3 | Treviso        | 17-25, 21-25, 28-26, 23-25        |
| 13 gennaio 2005 Pabellón Municipal Rafael Florido, Almería Durata: ? - Spettatori: 1 100  | Almería        | 3 - 1 | Tirol          | 19-25, 25-15, 25-23, 25-20        |
| 11 gennaio 2005 Salle Robert-Grenon, Tours Durata: ? - Spettatori: 2 800                  | Tours          | 3 - 0 | Charlottenburg | 25-16, 25-17, 25-16               |
| 19 gennaio 2005 Universitätssporthalle, Innsbruck Durata: ? - Spettatori: 700             | Tirol          | 1 - 3 | Tours          | 23-25, 30-32, 25-21 18-25         |
| 19 gennaio 2005 Palazzo del Turismo, Jesolo Durata: ? - Spettatori: 870                   | Treviso        | 3 - 1 | Almería        | 25-20, 25-23, 17-25, 25-20        |

##### Classifica
| Pos | Squadra        | Pt | G | V | P | SV | SP | Ratio | PF  | PS  | Ratio |
| --- | -------------- | -- | - | - | - | -- | -- | ----- | --- | --- | ----- |
| 1   | Tours          | 15 | 8 | 7 | 1 | 22 | 7  | 3.142 | 695 | 619 | 1.122 |
| 2   | Treviso        | 14 | 8 | 6 | 2 | 20 | 10 | 2.000 | 705 | 645 | 1.093 |
| 3   | Charlottenburg | 12 | 8 | 4 | 4 | 14 | 19 | 0.736 | 687 | 737 | 0.932 |
| 4   | Almería        | 11 | 8 | 3 | 5 | 13 | 16 | 0.812 | 667 | 677 | 0.985 |
| 5   | Tirol          | 8  | 8 | 0 | 8 | 7  | 24 | 0.291 | 655 | 731 | 0.896 |

#### Girone D

##### Risultati
| 3 novembre 2004 Schiervelde, Roeselare Durata: ? - Spettatori: 1 900                       | Roeselare         | 2 - 3 | Paris             | 20-25, 22-25, 25-20, 25-23, 11-15 |
| 3 novembre 2004 Sport Palace Lokomotiv, Charkiv Durata: ? - Spettatori: 2 800              | Lokomotyv Charkiv | 0 - 3 | Dinamo Mosca      | 20-25, 19-25, 20-25               |
| 9 novembre 2004 Salle Pierre Charpy, Parigi Durata: ? - Spettatori: 920                    | Paris             | 3 - 0 | Lokomotyv Charkiv | 25-18, 25-18, 25-18               |
| 9 novembre 2004 Palazzetto dello Sport, Salsomaggiore Terme Durata: ? - Spettatori: 1 080  | Piacenza          | 2 - 3 | Roeselare         | 25-17, 19-25, 25-20, 23-25, 13-15 |
| 16 novembre 2004 Sport Palace Lokomotiv, Charkiv Durata: ? - Spettatori: 2 800             | Lokomotyv Charkiv | 0 - 3 | Piacenza          | 19-25, 19-25, 19-25               |
| 17 novembre 2004 Lužniki Sports Palace, Mosca Durata: ? - Spettatori: ?                    | Dinamo Mosca      | 3 - 0 | Paris             | 25-19, 25-22, 25-14               |
| 23 novembre 2004 Palazzetto dello Sport, Salsomaggiore Terme Durata: ? - Spettatori: 1 400 | Piacenza          | 2 - 3 | Dinamo Mosca      | 25-22, 20-25, 21-25, 25-18, 11-15 |
| 24 novembre 2004 Schiervelde, Roeselare Durata: ? - Spettatori: 1 682                      | Roeselare         | 3 - 1 | Lokomotyv Charkiv | 25-22, 25-22, 19-25, 25-21        |
| 1º dicembre Lužniki Sports Palace, Mosca Durata: ? - Spettatori: 1 000                     | Dinamo Mosca      | 3 - 0 | Roeselare         | 25-20, 25-19, 26-24               |
| 30 novembre Salle Pierre Charpy, Parigi Durata: ? - Spettatori: 1 500                      | Paris             | 3 - 0 | Piacenza          | 26-24, 25-19, 29-27               |
| 8 dicembre 2004 Schiervelde, Roeselare Durata: ? - Spettatori: 2 200                       | Roeselare         | 1 - 3 | Dinamo Mosca      | 25-22, 19-25, 24-26, 24-26        |
| 7 dicembre 2004 Palazzetto dello Sport, Salsomaggiore Terme Durata: ? - Spettatori: 1 190  | Piacenza          | 2 - 3 | Paris             | 25-14, 25-16, 19-25, 30-32, 12-15 |
| 15 dicembre 2004 Lužniki Sports Palace, Mosca Durata: ? - Spettatori: 1 775                | Dinamo Mosca      | 3 - 0 | Piacenza          | 25-23, 25-19, 25-19               |
| 16 dicembre 2004 Sport Palace Lokomotiv, Charkiv Durata: ? - Spettatori: 2 870             | Lokomotyv Charkiv | 3 - 1 | Roeselare         | 23-25, 25-21, 26-24, 25-21        |
| 4 gennaio 2005 Palazzetto dello Sport, Salsomaggiore Terme Durata: ? - Spettatori: 1 200   | Piacenza          | 3 - 0 | Lokomotyv Charkiv | 25-20, 25-22, 25-20               |
| 5 gennaio 2005 Salle Pierre Charpy, Parigi Durata: ? - Spettatori: 1 700                   | Paris             | 3 - 1 | Dinamo Mosca      | 25-22, 22-25, 25-23, 27-25        |
| 11 gennaio 2005 Sport Palace Lokomotiv, Charkiv Durata: ? - Spettatori: 4 000              | Lokomotyv Charkiv | 3 - 1 | Paris             | 25-18, 25-19, 24-26, 25-17        |
| 12 gennaio 2005 Schiervelde, Roeselare Durata: ? - Spettatori: 2 350                       | Roeselare         | 0 - 3 | Piacenza          | 17-25, 22-25, 14-25               |
| 19 gennaio 2005 Salle Pierre Charpy, Parigi Durata: ? - Spettatori: 1 000                  | Paris             | 1 - 3 | Roeselare         | 23-25, 22-25, 25-23, 18-25        |
| 18 gennaio 2005 Lužniki Sports Palace, Mosca Durata: ? - Spettatori: 1 000                 | Dinamo Mosca      | 3 - 1 | Lokomotyv Charkiv | 25-15, 25-23, 23-25, 26-24        |

##### Classifica
| Pos | Squadra           | Pt | G | V | P | SV | SP | Ratio | PF  | PS  | Ratio |
| --- | ----------------- | -- | - | - | - | -- | -- | ----- | --- | --- | ----- |
| 1   | Dinamo Mosca      | 15 | 8 | 7 | 1 | 22 | 7  | 3.142 | 699 | 618 | 1.131 |
| 2   | Paris             | 13 | 8 | 5 | 3 | 17 | 14 | 1.214 | 687 | 705 | 0.974 |
| 3   | Piacenza          | 11 | 8 | 3 | 5 | 15 | 15 | 1.000 | 674 | 636 | 1.059 |
| 4   | Roeselare         | 11 | 8 | 3 | 5 | 13 | 19 | 0.684 | 696 | 740 | 0.940 |
| 5   | Lokomotyv Charkiv | 10 | 8 | 2 | 6 | 8  | 20 | 0.400 | 607 | 664 | 0.914 |

### Play-off a 12

#### Andata
| 9 febbraio 2005 Lužniki Sports Palace, Mosca Durata: ? - Spettatori: 2 000       | Dinamo Mosca       | 0 - 3 | Lokomotiv-Belogor'e | 20-25, 23-25, 21-25        |
| 9 febbraio 2005 Budocenter, Vienna Durata: ? - Spettatori: 1 200                 | Vienna hotVolleys  | 1 - 3 | Treviso             | 16-25, 25-23, 17-25, 20-25 |
| 9 febbraio 2005 Hala Centrum, Dąbrowa Górnicza Durata: ? - Spettatori: 6 900     | Jastrzębski Węgiel | 0 - 3 | Maaseik             | 21-25, 21-25, 19-25        |
| 9 febbraio 2005 Sport Arena, Friedrichshafen Durata: ? - Spettatori: 4 200       | Friedrichshafen    | 3 - 1 | Panathīnaïkos       | 27-25, 25-20, 23-25, 25-20 |
| 8 febbraio 2005 Salle Robert-Grenon, Tours Durata: ? - Spettatori: 3 100         | Tours              | 3 - 1 | Piacenza            | 21-25, 25-21, 25-21, 25-22 |
| 9 febbraio 2005 Sporthalle Charlottenburg, Berlino Durata: ? - Spettatori: 2 400 | Charlottenburg     | 1 - 3 | Paris               | 25-22, 21-25, 22-25, 22-25 |

#### Ritorno
| 15 febbraio 2005 Sport Palace Cosmos, Belgorod Durata: ? - Spettatori: 5 000 | Lokomotiv-Belogor'e | 2 - 3 | Dinamo Mosca       | 25-16, 25-15, 21-25, 24-26, 11-15 |
| 15 febbraio 2005 Palazzo del Turismo, Jesolo Durata: ? - Spettatori: 650     | Treviso             | 3 - 1 | Vienna hotVolleys  | 25-23, 25-23, 22-25, 25-22        |
| 15 febbraio 2005 Expodroom, Bree Durata: ? - Spettatori: 3 000               | Maaseik             | 3 - 1 | Jastrzębski Węgiel | 25-20, 22-25, 25-20, 25-18        |
| 16 febbraio 2005 Center Makis Lioygas, Glifada Durata: ? - Spettatori: 500   | Panathīnaïkos       | 3 - 1 | Friedrichshafen    | 25-22, 20-25, 25-23, 25-23        |
| 16 febbraio 2005 PalaBanca, Piacenza Durata: ? - Spettatori: 3 654           | Piacenza            | 3 - 2 | Tours              | 31-29, 25-27, 25-21, 18-25, 15-9  |
| 19 febbraio 2005 Salle Pierre Charpy, Parigi Durata: ? - Spettatori: 1 200   | Paris               | 3 - 2 | Charlottenburg     | 20-25, 25-22, 25-23, 23-25, 16-14 |

#### Squadre qualificate
- Lokomotiv-Belogor'e[1]
- Friedrichshafen[2]
- Maaseik
- Paris
- Tours[1]
- Treviso

### Play-off a 6

#### Andata
| 3 marzo 2005 Sport Palace Cosmos, Belgorod Durata: ? - Spettatori: 4800 | Lokomotiv-Belogor'e | 3 - 0 | Treviso         | 25-20, 25-11, 25-17               |
| 2 marzo 2005 Expodroom, Bree Durata: ? - Spettatori: 3200               | Maaseik             | 2 - 3 | Friedrichshafen | 23-25, 18-25, 25-21, 25-22, 10-15 |
| 1º marzo 2005 Salle Robert-Grenon, Tours Durata: ? - Spettatori: 3100   | Tours               | 1 - 3 | Paris           | 18-25, 22-25, 25-14, 18-25        |

#### Ritorno
| 10 marzo 2005 Palazzo del Turismo, Jesolo Durata: ? - Spettatori: 710  | Treviso         | 2 - 3 | Lokomotiv-Belogor'e | 25-23, 25-27, 25-20, 22-25, 10-15 |
| 8 marzo 2005 Sport Arena, Friedrichshafen Durata: ? - Spettatori: 4200 | Friedrichshafen | 2 - 3 | Maaseik             | 25-23, 20-25, 22-25, 25-23, 13-15 |
| 9 marzo 2005 Salle Pierre Charpy, Parigi Durata: ? - Spettatori: 1900  | Paris           | 0 - 3 | Tours               | 17-25, 18-25, 21-25               |

#### Squadre qualificate
- Lokomotiv-Belogor'e
- Friedrichshafen[2]
- Īraklīs Salonicco[3]
- Tours[1]

### Final Four
|  | Semifinali          | Semifinali          | Semifinali        |                   |       | Finale              | Finale              | Finale             |  |
|  |                     |                     |                   |                   |       |                     |                     |                    |  |
|  | Friedrichshafen     | Friedrichshafen     | 0                 |                   |       |                     |                     |                    |  |
|  | Friedrichshafen     | Friedrichshafen     | 0                 |                   |       |                     |                     |                    |  |
|  | Tours               | Tours               | 3                 |                   |       |                     |                     |                    |  |
|  | Tours               | Tours               | 3                 |                   | Tours | Tours               | 3                   |                    |  |
|  |                     |                     |                   |                   | Tours | Tours               | 3                   |                    |  |
|  |                     |                     | Īraklīs Salonicco | Īraklīs Salonicco | 1     |                     |                     |                    |  |
|  | Īraklīs Salonicco   | Īraklīs Salonicco   | Īraklīs Salonicco | Īraklīs Salonicco | 1     | 3                   |                     |                    |  |
|  | Īraklīs Salonicco   | Īraklīs Salonicco   |                   |                   |       | 3                   |                     |                    |  |
|  | Lokomotiv-Belogor'e | Lokomotiv-Belogor'e | 2                 |                   |       | Finale 3º/4º posto  | Finale 3º/4º posto  | Finale 3º/4º posto |  |
|  | Lokomotiv-Belogor'e | Lokomotiv-Belogor'e | 2                 |                   |       |                     |                     |                    |  |
|  |                     |                     |                   |                   |       |                     |                     |                    |  |
|  |                     |                     |                   |                   |       | Friedrichshafen     | Friedrichshafen     | 0                  |  |
|  |                     |                     |                   |                   |       | Friedrichshafen     | Friedrichshafen     | 0                  |  |
|  |                     |                     |                   |                   |       | Lokomotiv-Belogor'e | Lokomotiv-Belogor'e | 3                  |  |

#### Semifinali
| 26 marzo 2005 PAOK Sports Arena, Salonicco Durata: ? - Spettatori: 4000 | Friedrichshafen   | 0 - 3 | Tours               | 18-25, 21-25, 19-25               |
| 26 marzo 2005 PAOK Sports Arena, Salonicco Durata: ? - Spettatori: 8000 | Īraklīs Salonicco | 3 - 2 | Lokomotiv-Belogor'e | 22-25, 25-23, 18-25, 25-19, 15-13 |

#### Finale 3º posto
| 27 marzo 2005 PAOK Sports Arena, Salonicco Durata: ? - Spettatori: 2000 | Friedrichshafen | 0 - 3 | Lokomotiv-Belogor'e | 19-25, 18-25, 22-25 |

#### Finale
| 27 marzo 2005 PAOK Sports Arena, Salonicco Durata: ? - Spettatori: 8500 | Tours | 3 - 1 | Īraklīs Salonicco | 21-25, 31-29, 25-17, 25-23 |

## Premi individuali
| Premio                | Nome              | Squadra             |
| --------------------- | ----------------- | ------------------- |
| MVP                   | Vladimir Nikolov  | Tours               |
| Miglior realizzatore  | Clayton Stanley   | Īraklīs Salonicco   |
| Miglior attaccante    | Alejandro Spajić  | Lokomotiv-Belogor'e |
| Miglior muro          | Alexandre Sloboda | Tours               |
| Miglior servizio      | Clayton Stanley   | Īraklīs Salonicco   |
| Miglior palleggiatore | Lloy Ball         | Īraklīs Salonicco   |
| Miglior ricevitore    | Tontor Baev       | Īraklīs Salonicco   |
| Miglior libero        | Hubert Henno      | Tours               |